# Colégio Dom Bosco (Cachoeira do Campo)
Colégio Dom Bosco, hoje conhecido como Centro Dom Bosco, é um edifício histórico situado no município brasileiro de Ouro Preto. Localizado às margens da Rodovia dos Inconfidentes (BR-356), no distrito de Cachoeira do Campo, é tombado pelo Conselho Estadual do Patrimônio Cultural de Minas Gerais. Corta as terras da fazenda do Centro Dom Bosco, o rio Maracujá, que forma uma queda d'água em meio a um vasto campo, que deu nome ao distrito.

## História
A história do edifício se inicia em 1779 quando o governador da província Dom Antônio de Noronha mandou construir o quartel para abrigar o recém-formado Regimento Regular de Cavalaria de Minas, considerado a célula-máter da Polícia Militar do Estado de Minas Gerais.
Em 1816, começou a ser adaptado para a fundação da “Coudelaria Imperial” de Cachoeira do Campo, o que se deu a 29 de julho de 1819. Alguns anos depois, o prédio passou a abrigar a Colônia Agrícola Dom Pedro II, posteriormente renomeada Colônia Agrícola Cesário Alvim. De 1897 a 1997 ali funcionou o Colégio Dom Bosco, mantido pelos padres salesianos. Desde 2012, o edifício abriga trabalhadores da região.

## Tombamento

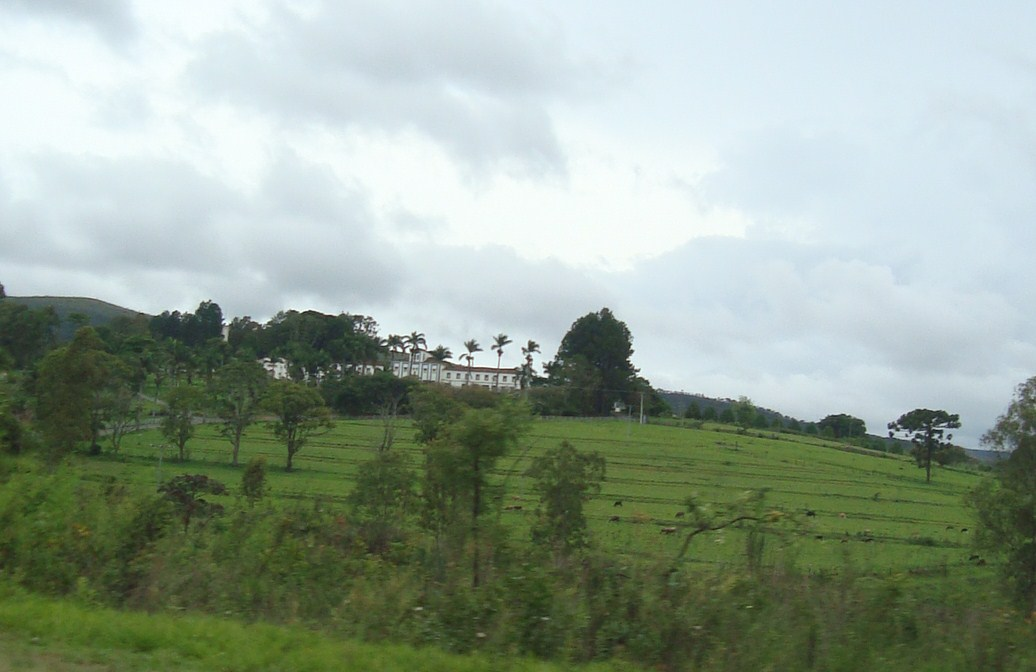
Vista panorâmica do conjunto arquitetônico, paisagístico e arqueológico.

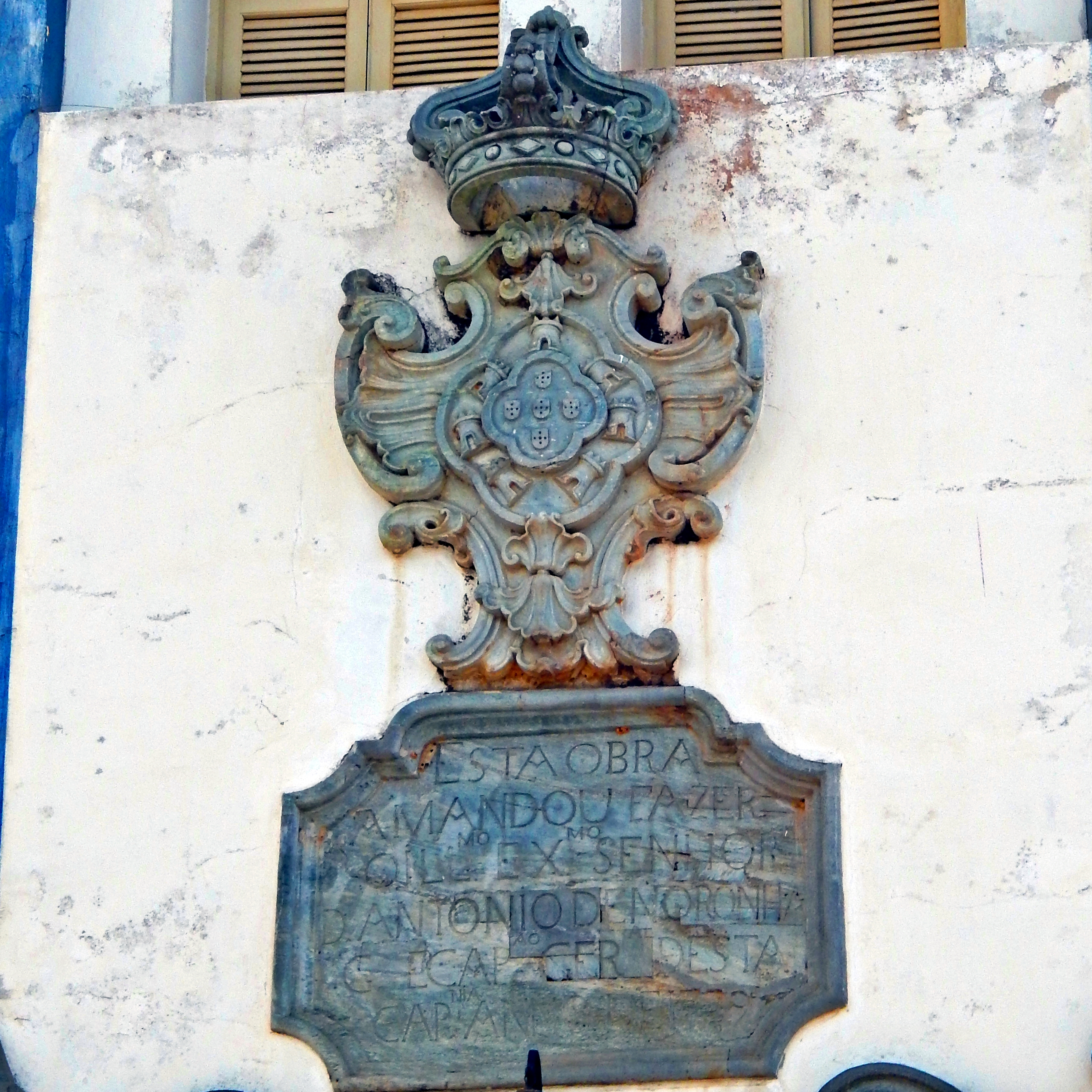
Brasão de Portugal esculpido por Aleijadinho em 1799 em cima da porta principal do edifício.

Em 2014 o conjunto arquitetônico, paisagístico e arqueológico do Colégio Dom Bosco foi tombado pelo Conselho Estadual do Patrimônio Cultural de Minas Gerais. O processo de tombamento levou em conta que “além de seu grande valor histórico adquirido ao longo do tempo, as edificações preservam técnicas construtivas e estilos característicos de várias épocas”.